# شراع مغناطيسي

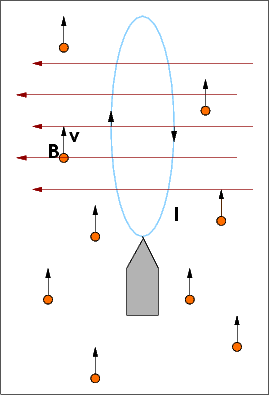
الشراع المغناطيسي في ريح الجسيمات المشحونة. يولد الشراع مجالًا مغناطيسيًا يمثله سهام حمراء تؤدي إلى تشتيت الجزيئات إلى اليسار. القوة على الشراع عكس ذلك.

الشراع المغناطيسي هي طريقة مقترحة لدفع المركبات الفضائية التي ستستخدم مجالًا مغناطيسيًا ثابتًا لتشتيت الجسيمات المشحونة التي تشعها الشمس كرياح بلازما، وبالتالي تضفي زخمًا لتسريع المركبة الفضائية.

## الأهمية
يمكن للشراع المغنطيسي أن يتجه مباشرة ضد الغلاف المغناطيسي للكوكب والكواكب الشمسية.